# Cipriano Segundo Montesino
Cipriano Segundo Montesino y Estrada (Valencia de Alcántara, 26 de septiembre de 1817-Madrid, 27 de agosto de 1901) fue un ingeniero y político español, miembro de la Real Academia de Ciencias Exactas, Físicas y Naturales —de la que fue vicepresidente durante muchos años, más tarde presidente y senador por designación de la misma—, llegó a ser vicepresidente del Senado.

## Biografía
Nació el 26 de septiembre de 1817 en la localidad cacereña de Valencia de Alcántara. Su padre Pablo Montesino y Cáceres (Fuente del Carnero, 1781-Madrid, 1849), era médico de Valencia de Alcántara y diputado por Extremadura. Político liberal exiliado en Inglaterra, en 1826 su familia se instaló en la isla de Jersey (Gran Bretaña). Terminó siendo un famoso pedagogo.
Fue ingeniero civil por la Escuela de Artes y Manufacturas de París (Ecole Centrale Paris) y antes había sido catedrático de Mecánica y Física en el Conservatorio de Artes. Además fue miembro de varias sociedades científicas nacionales y extranjeras y director general de Obras Públicas. Fue condecorado con la Gran Cruz de Carlos III. Además fue autor de obras y publicaciones importantes.
Casó con Eladia Fernández de Espartero y Blanco, II duquesa de la Victoria y II condesa de Luchana. Fue miembro por parte de España de la Comisión Internacional del Canal de Suez. Falleció el 27 de agosto de 1901 en Madrid.

## Obras
- Rompimiento del Istmo de Suez, Imprenta Nacional, Madrid: 1857, pp. 632